# Prota

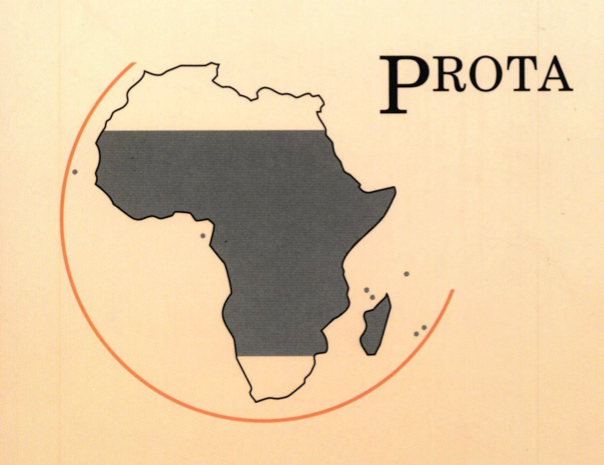

Prota, acronyme de Plant Resources of tropical Africa (Ressources végétales de l’Afrique tropicale), est une fondation internationale sans but lucratif dont le but est de faire la synthèse de l’information sur environ 8 000 plantes utiles de l’Afrique tropicale et de diffuser largement cette information par différents médias, dont un site internet d'accès gratuit. Elle est née en 2000 d'une initiative de l'Université de Wageningen (province de Gueldre, Pays-Bas) soutenue par des financements de l'Union européenne. Elle regroupait en 2009 onze partenaires institutionnels appartenant à autant de pays différents d'Afrique et d'Europe. Le programme s'est interrompu fin 2013 faute de financements.

## Organisation
Son siège social se situait à Nairobi (Kenya) et elle disposait par ailleurs d'un réseau de neuf bureaux régionaux implantés en Afrique et en Europe.
Bureaux africains :
- World Agroforestry Centre (ICRAF), Nairobi (Kenya),
- Centre national de semences forestières, Ouagadougou (Burkina Faso),
- Centre national de recherche scientifique et technologique, Libreville (Gabon),
- Forestry Research Institute of Ghana, Kumasi (Ghana),
- Parc botanique et zoologique de Tsimbazaza, Antananarivo, (Madagascar),
- National Herbarium and Botanic Gardens of Malawi, Zomba (Malawi),
- Makarere University, Kampala (Ouganda).

Bureaux européens :
- Université de Wageningen, Wageningue (Pays-Bas),
- Agropolis, Montpellier (France),
- Jardins botaniques royaux de Kew, Kew (Royaume-Uni).